# Kim Yong-nam
Kim Yong-nam (Hangul: 김영남; Hanja: 金永南; n. 4 februarie 1928, Phenian, Coreea Japoneză) este un politician nord-coreean care a ocupat funcția de președinte al prezidiului Adunării Supreme a Poporului între 1998 și 2019. Anterior, a fost ministru al Afacerilor Externe din 1983 până în 1998.